# 강귀태
강귀태(姜貴太, 1979년 8월 12일 ~ )는 전 KBO 리그 KIA 타이거즈의 포수이다. 두산 투수 리오스의 퍼펙트 게임을 저지한 선수로도 유명하며, 한화 투수 류현진의 30경기 연속 퀄리티 스타트 기록을 저지하기도 하였다. 넥센 히어로즈 시절부터 본격적으로 주전 포수가 되었으나, 2011년 허리 부상으로 허도환에게 주전을 넘겼고 이후 최경철 등의 영입으로 주전에서 밀려 2012년 시즌 후 넥센 히어로즈와 결별을 선언하고 스스로 자유계약 공시를 요청하여 팀을 떠났다. 이후 KIA 타이거즈에 입단하였으나 2군에서도 9경기에 그친 후 2013년 6월 은퇴하였다.
현재는 모교인 동산고등학교의 코치로 있다.

## 레코드 브레이커
강귀태는 통산 기록이나 포수로서의 실력 인정보다 기록 파괴자로 더 유명하게 알려져 있다. 강귀태가 무너뜨린 기록은 아래와 같다.
- 2007년 10월 3일 대 두산전에서 두산 투수 리오스에게 9회 1사까지 퍼펙트로 당하고 있었으나 강귀태의 안타로 사상 첫 퍼펙트 기록 무산
- 2008년 8월 27일 대 삼성전에서 삼성 투수 윤성환에게 6회 1사까지 퍼펙트로 당하고 있었으나 강귀태의 안타로 퍼펙트 기록 무산
- 2009년 8월 21일 대 한화전에서 한화 투수 안영명에게 5회 2사까지 노히트 노런으로 당하고 있었으나 강귀태의 안타로 기록 무산, 첫 볼넷도 얻어냄
- 2010년 7월 13일 대 롯데전에서 롯데 투수 사도스키를 상대로 팀은 8회까지 단 1안타를 쳤는데 바로 3회말 강귀태가 쳐낸 2루수 앞 내야 안타
- 2010년 8월 26일 대 한화전에서 한화 투수 류현진의 30번째 퀄리티 스타트기록 저지. 7회 말 류현진의 직구를 받아쳐 홈런을 만들어 내 류현진에게 4자책점을 안김
- 2011년 5월 28일 대 LG전에서 6이닝 무실점으로 호투하고 내려간 LG 투수 심수창의 연패 기록을 끊지 못하게 심수창을 구원 등판한 임찬규로부터 동점 홈런을 쳐내 블론 세이브를 얻어냄

## 출신 학교
- 인천서화초등학교
- 동산중학교
- 동산고등학교
- 동국대학교 체육교육학과 (1998학번)

## 통산 기록
| 연도 | 소속   | 경기 | 타수 | 득점 | 안타 | 2루타 | 3루타 | 홈런 | 타점 | 도루 | 희생타 | 4구 | 사구 | 삼진 | 병살타 | 실책 | 타율  | 출루율 | 장타율 | 비고 |
| ---- | ------ | ---- | ---- | ---- | ---- | ----- | ----- | ---- | ---- | ---- | ------ | --- | ---- | ---- | ------ | ---- | ----- | ------ | ------ | ---- |
| 2002 | 현대   | 74   | 147  | 17   | 40   | 8     | 0     | 1    | 16   | 0    | 4      | 2   | 2    | 20   | 3      | 4    | 0.272 | 0.289  | 0.347  |      |
| 2003 | 현대   | 66   | 117  | 19   | 30   | 6     | 0     | 3    | 12   | 1    | 4      | 10  | 1    | 16   | 5      | 2    | 0.256 | 0.320  | 0.385  |      |
| 2004 | 현대   | 84   | 141  | 10   | 40   | 6     | 1     | 4    | 21   | 1    | 8      | 9   | 1    | 32   | 1      | 3    | 0.284 | 0.323  | 0.426  |      |
| 2005 | 현대   | 104  | 265  | 30   | 70   | 12    | 0     | 8    | 38   | 2    | 2      | 27  | 4    | 38   | 9      | 4    | 0.264 | 0.338  | 0.400  |      |
| 2006 | 현대   | 73   | 144  | 18   | 43   | 5     | 0     | 4    | 18   | 0    | 6      | 9   | 0    | 20   | 7      | 1    | 0.299 | 0.338  | 0.417  |      |
| 2007 | 현대   | 55   | 108  | 5    | 25   | 8     | 0     | 0    | 6    | 0    | 3      | 5   | 0    | 13   | 5      | 0    | 0.231 | 0.263  | 0.306  |      |
| 2008 | 넥센   | 104  | 261  | 19   | 65   | 6     | 2     | 4    | 22   | 1    | 11     | 14  | 1    | 28   | 7      | 7    | 0.249 | 0.282  | 0.333  |      |
| 2009 | 넥센   | 114  | 281  | 28   | 70   | 12    | 0     | 3    | 37   | 3    | 14     | 29  | 3    | 49   | 4      | 5    | 0.249 | 0.319  | 0.324  |      |
| 2010 | 넥센   | 97   | 269  | 24   | 62   | 9     | 0     | 3    | 34   | 0    | 12     | 17  | 2    | 31   | 13     | 6    | 0.230 | 0.278  | 0.297  |      |
| 2011 | 넥센   | 33   | 81   | 4    | 19   | 4     | 1     | 1    | 10   | 1    | 3      | 6   | 0    | 11   | 4      | 0    | 0.235 | 0.276  | 0.346  |      |
| 2012 | 넥센   | 12   | 19   | 2    | 4    | 0     | 0     | 0    | 1    | 0    | 1      | 0   | 1    | 4    | 0      | 0    | 0.211 | 0.250  | 0.211  |      |
| 통산 | 11시즌 | 816  | 1833 | 176  | 468  | 76    | 4     | 31   | 215  | 9    | 70     | 124 | 15   | 262  | 58     | 32   | 0.255 | X      | X      |      |